# St. Josef (Reutin)

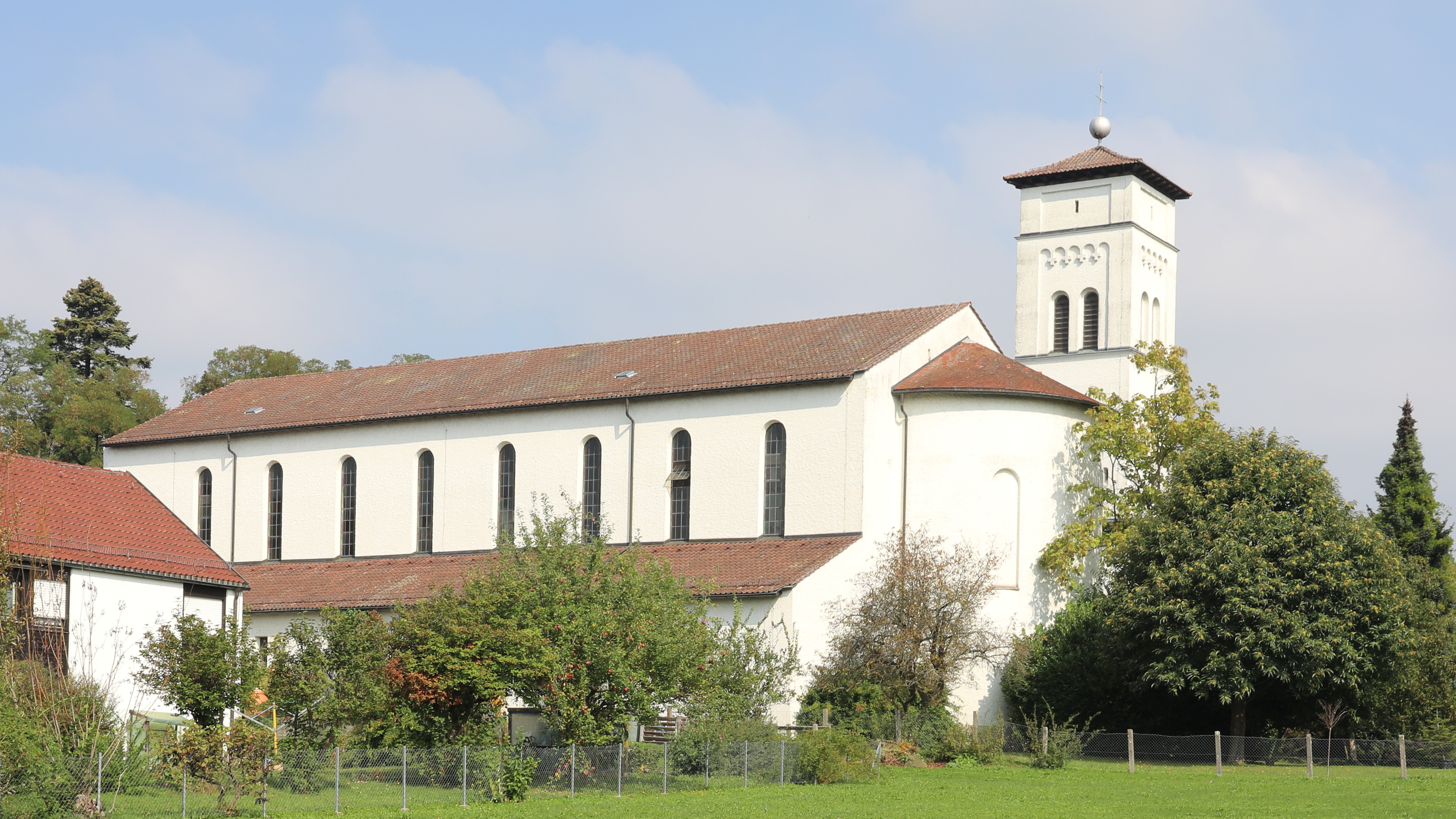
St. Josef in Reutin

St. Josef ist eine römisch-katholische Pfarrkirche in Reutin, einem Stadtteil von Lindau (Bodensee) im Landkreis Lindau (Bodensee) inn Bayern. Das denkmalgeschützte Bauwerk ist beim in der Liste der Baudenkmäler in Lindau (Bodensee) unter der Nr. D-7-76-116-448 eingetragen. Die Pfarrei gehört zum Dekanat Lindau des Bistums Augsburg.

## Beschreibung
Der Moderne Kirchenbau wurde 1936–1938 nach einem Entwurf von Thomas Wechs gebaut. Das Langhaus der Basilika besteht aus einem Mittelschiff und zwei Seitenschiffen, einer eingezogenen, halbrunden Apsis im Osten des Mittelschiffs und einem Campanile, der mit einem niedrigen Gebäudetrakt mit dem nördlichen Seitenschiff verbunden ist. Die heutige Orgel auf der Empore wurde 1978 von Winfried Albiez gebaut.